# Dorfkirche Barchfeld

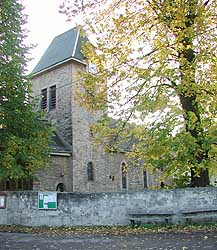
Die Kirche

Die evangelische Dorfkirche Barchfeld steht im Ortsteil Barchfeld der Stadt Kranichfeld im Landkreis Weimarer Land in Thüringen. Die Kirchengemeinde gehört zum Kirchenkreis Weimar der Evangelischen Kirche in Mitteldeutschland.

## Lage
Die Kirche steht innerhalb des älteren stillgelegten Ortsfriedhofs mit älteren teilweise gepflegten Grabmälern. Der neue Friedhof liegt Richtung Stedten an einem erhöhten Abhang.

## Beschreibung
Bei der im späten 13. Jahrhundert unter dem Patrozinium des St. Stephan und St. Cyriakus errichteten Chorturmkirche trägt der quadratische Chor den Kirchturm. Das frühgotische Langhaus ist genauso breit wie der Turm. Der Triumphbogen ist spätgotisch und spitzbogig. Die Pfeiler sind einfach mit einer Platte und einer Halbkehle mit profilierten Kämpfern versehen. Sakristei und Chor haben eine flache Holzdecke. Das Langhaus besitzt eine tonnenförmig gebogene Decke. Die Glasmalereifenster stammen aus der Naumburger Werkstatt Wilhelm Franke. Im Altarraum befinden sich zwei Rundbogenfenster mit figürlichen Szenen. Seit 1966 ist die Firma Domglas Naumburg die Nachfolgefirma mit Archivunterlagen. An der Südseite befinden sich fünf Fenster.
Die Kanzel stammt aus dem Barock. Der Flügelaltar ist um 1500 entstanden und vermutlich aus der Saalfelder Werkstatt. Im Mittelschrein stehen Figuren (die gekrönte Maria mit dem Jesuskind zwischen den Heiligen Stephanus und Cyriakus), und auf den Flügeln befinden sich Gemälde (Hl. Katharina, Hl. Barbara, Hl. Margareta, Hl. Elisabeth). Die zwei gotischen Kruzifixe sind beschädigt.
Im Laufe der Jahrhunderte erfuhr der Natursteinbau mehrere Um- und Anbauten. 1914 erfolgte eine größere Renovierung.